# Glacier Engine
Glacier Engine è un motore grafico proprietario sviluppato da IO Interactive e utilizzato per tutti i videogiochi dello studio, inclusa principalmente la serie Hitman.